# Arcoppia montana
Arcoppia montana är en kvalsterart som beskrevs av Sanyal, Sengupta, Saha och Chakrabarti 2000. Arcoppia montana ingår i släktet Arcoppia och familjen Oppiidae. Inga underarter finns listade i Catalogue of Life.